# Encino (Santander)

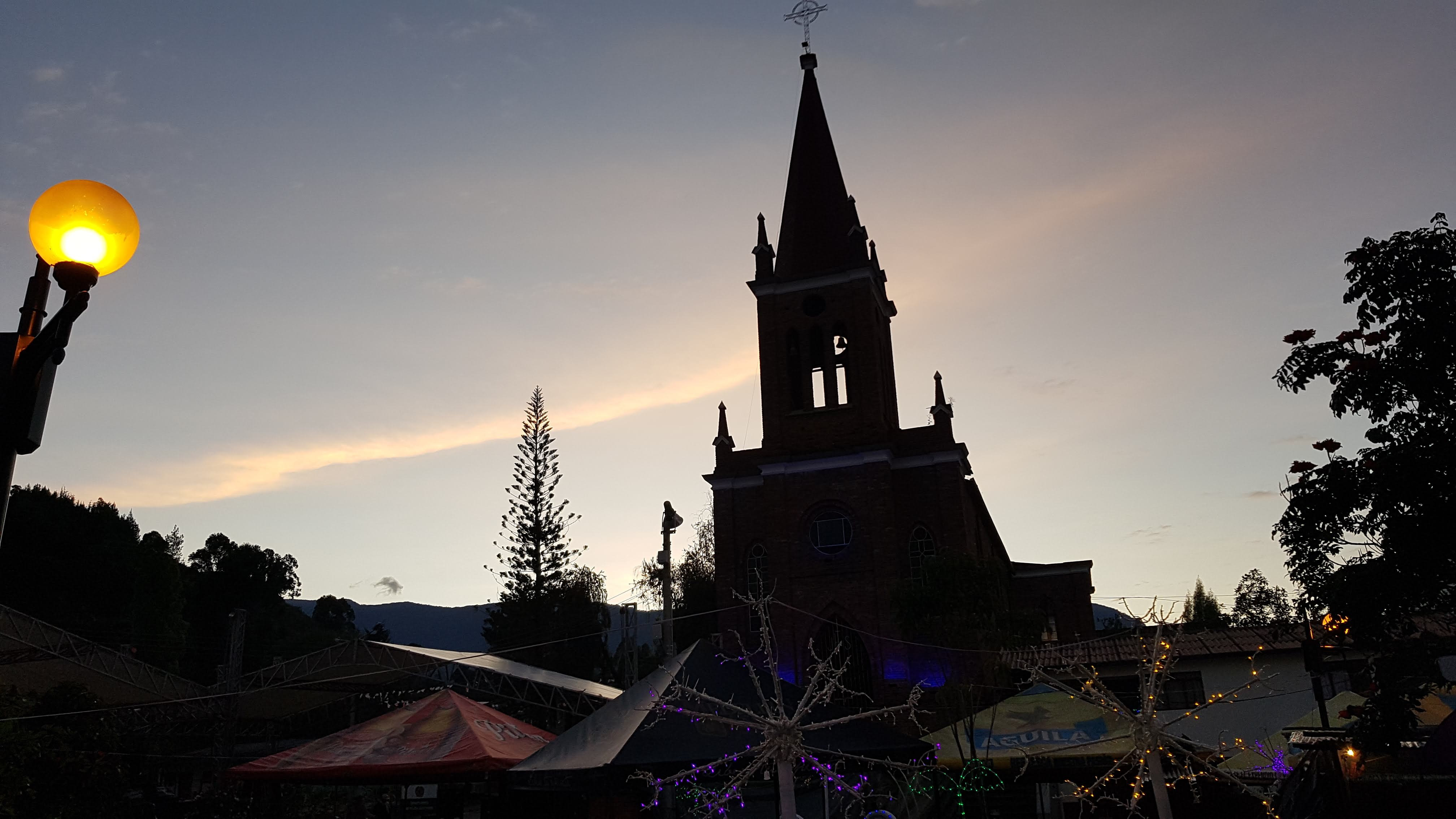
Amanhecer em Encino - Parque principal e templo parroquial

Encino é um município da Colômbia, no departamento de Santander. Encontra-se ao sul do departamento, na província de Guanentá, a 185 km da capital Bucaramanga. O município limita pelo norte e oeste com Charalá pelo este com Coromoro, e pelo sul com Belen e Santa Rosa de Viterbo e com Duitama.

## Divisão administrativa
Administrativamente divide-se em 17 veredas:
- Avendaños
- Cabuya
- Canadá
- Centro
- Chapa
- Micos
- Minas
- Pátios altos
- Pátios baixos
- Pericos
- Poima
- Rio Negro
- Tumbita
- Médio Rios
- Anacal
- Guacharacal
- Chamizal